# Виллар-сюр-Вар
Вилла́р-сюр-Вар (фр. Villars-sur-Var) — коммуна на юго-востоке Франции в регионе Прованс — Альпы — Лазурный берег, департамент Приморские Альпы, округ Ницца, кантон Ванс. До марта 2015 года коммуна являлась административным центром упразднённого кантона Виллар-сюр-Вар (округ Ницца).
Площадь коммуны — 25,27 км², население — 646 человек (2006) с тенденцией к росту: 667 человек (2012), плотность населения — 26,4 чел/км².

## Население
Население коммуны в 2011 году составляло — 671 человек, а в 2012 году — 667 человек.
| 1962 | 1968 | 1975 | 1982 | 1990 | 1999 | 2006 | 2011 | 2012 |
| ---- | ---- | ---- | ---- | ---- | ---- | ---- | ---- | ---- |
| 394  | 491  | 383  | 465  | 507  | 553  | 646  | 671  | 667  |

Динамика численности населения:

## Экономика
В 2010 году из 398 человек трудоспособного возраста (от 15 до 64 лет) 292 были экономически активными, 106 — неактивными (показатель активности 73,4 %, в 1999 году — 71,5 %). Из 292 активных трудоспособных жителей работали 249 человек (130 мужчин и 119 женщин), 43 числились безработными (24 мужчины и 19 женщин). Среди 106 трудоспособных неактивных граждан 24 были учениками либо студентами, 43 — пенсионерами, а ещё 39 — были неактивны в силу других причин.
На протяжении 2010 года в коммуне числилось 289 облагаемых налогом домохозяйств, в которых проживало 663,5 человека. При этом медиана доходов составила 16 тысяч 682 евро на одного налогоплательщика.

## Города-побратимы
- Кераско, Италия (1981)